# Deighton Lisle Ward
Sir Deighton Harcourt Lisle Ward, GCMG, GCVO (* 16. Mai 1909; † 9. Januar 1984) war ein Politiker der Barbados Labour Party (BLP) aus Barbados, der von 1976 bis zu seinem Tode 1984 Generalgouverneur von Barbados war.

## Leben
Ward absolvierte seine schulische Ausbildung am 1733 gegründeten Harrison College in Bridgetown und danach ein Studium der Rechtswissenschaften, woraufhin er 1934 eine Tätigkeit als Rechtsanwalt aufnahm. Er war zwischen 1955 und 1958 zunächst Mitglied des Legislativrates und wurde 1958 als Kandidat der Barbados Labour Party erstmals zum Mitglied des House of Assembly gewählt, in der die BLP vier der damals fünf Sitze erhielt. Er engagierte sich zudem als Freimaurer und als Präsident der Barbados Football Association (BFA).
Am 17. November 1976 wurde Ward als Nachfolger von William Douglas Generalgouverneur von Barbados und bekleidete dieses Amt bis zu seinem Tode am 9. Januar 1984, woraufhin William Douglas abermals kommissarischer Gouverneur wurde. 1976 wurde er zum Knight Grand Cross des Order of St. Michael and St. George (GCMG) geschlagen und führte fortan den Namenszusatz „Sir“. 1977 wurde er auch Knight Grand Cross des Royal Victorian Order (GCVO).
Ward war mit Lady Mary Doreen Ward verheiratet und wurde nach seinem Tode in der Cathedral Church of St Michael & All Angels in Bridgetown beigesetzt.